# Robert Leszczyński
Robert Leszczyński (ur. 10 lutego 1967 w Olecku, zm. 1 kwietnia 2015 w Warszawie) – polski dziennikarz, krytyk muzyczny, prezenter telewizyjny, gitarzysta, DJ, kierownik działu Kultura i Styl tygodnika „Wprost”.

## Życiorys
Przez osiem lat pracował w „Gazecie Wyborczej” jako dziennikarz i krytyk muzyczny. W czasie, gdy był krytykiem muzycznym, został negatywnym bohaterem utworu Kasi Nosowskiej „Zoil”; w podobnym kontekście został wymieniony w utworach Pidżamy Porno „Twoja generacja” oraz „Złodziej zapalniczek”.
W połowie lat 90. założył wraz z Wojciechem Pilichowskim zespół Karate Musiq, z którym nagrał dwie płyty Kultura albo Masowa (1995) i Cosmoodlot (2003).
W latach 2002–2005 był jurorem w czterech edycjach polskiej wersji programu Idol emitowanego w telewizji Polsat. Ponadto w latach 2003–2004 prowadził autorski program Mop Man dla Polsatu. Był rzecznikiem prasowym podczas Przystanku Woodstock. W 2006 został redaktorem naczelnym miesięcznika „Laif”. Od maja 2007 do lutego 2010 kierował działem Kultura i Styl tygodnika „Wprost”.
W maju 2009 wystąpił w kampanii reklamowej pod hasłem „A jakie jest Twoje drugie oblicze?” promującej tygodnik „Wprost Light”. Wspierał kampanię „Muzyka Przeciwko Rasizmowi” Stowarzyszenia „Nigdy Więcej”. W 2016 premierę miał utwór „(Bój się bo on jest) Inny”, który napisał na płytę Jedna Rasa Ludzka Rasa wydaną w ramach tej inicjatywy.

### Kariera polityczna
Aktywnie popierał Unię Wolności. W 2005 był wśród założycieli Partii Demokratycznej i działał w tym ugrupowaniu. W 2006 bezskutecznie ubiegał się o mandat radnego Warszawy z listy Zielonych 2004. W 2011 jako członek Ruchu Palikota bez powodzenia kandydował z listy tej partii do Sejmu. Po przekształceniu tego ugrupowania w Twój Ruch został członkiem nowej partii. W 2014 bezskutecznie kandydował do Parlamentu Europejskiego.

## Śmierć i pogrzeb

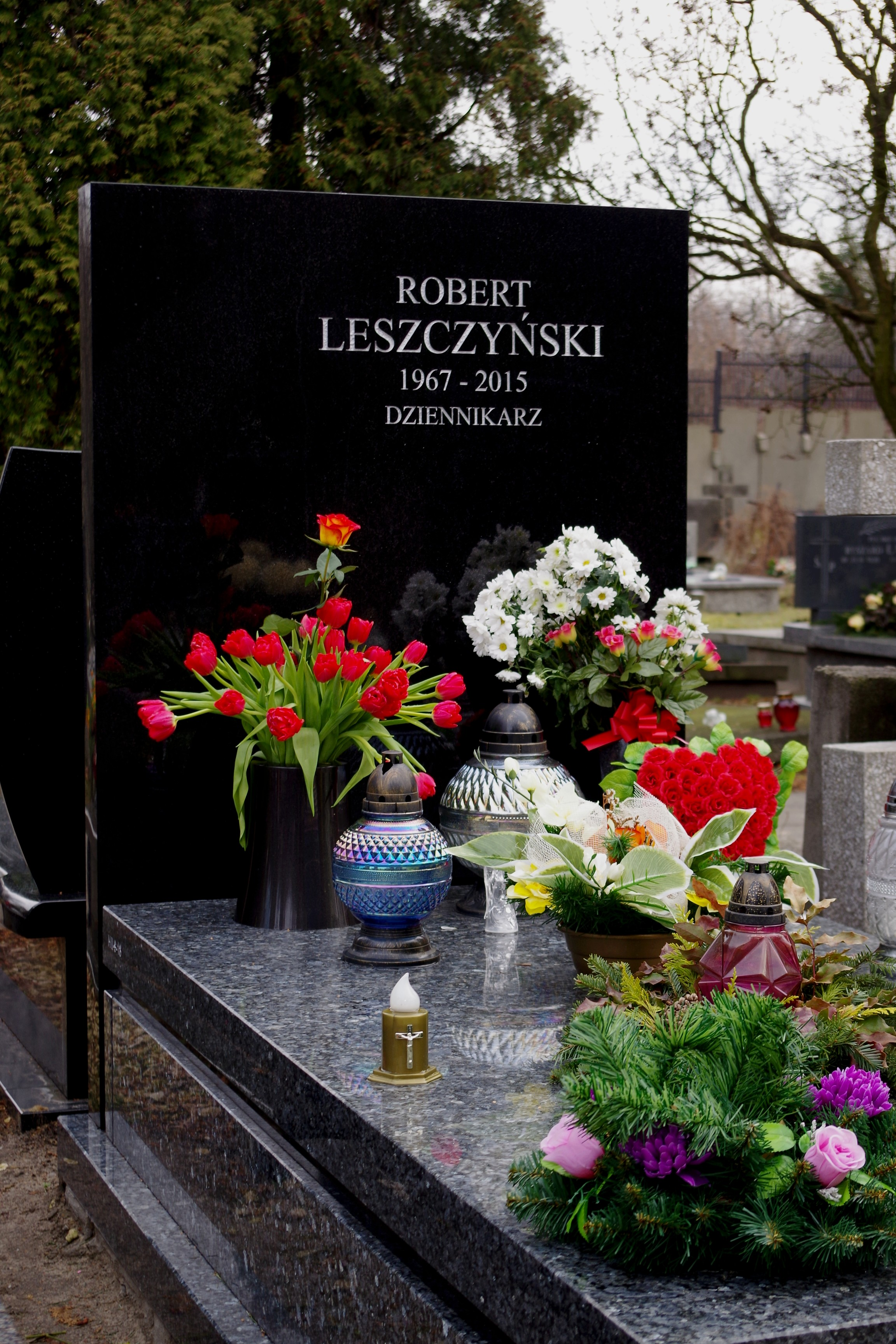
Grób Roberta Leszczyńskiego na Wojskowych Powązkach w Warszawie

Ciało Roberta Leszczyńskiego znaleziono 1 kwietnia 2015 w jego warszawskim mieszkaniu. Początkowo jako prawdopodobną przyczynę zgonu podawano nierozpoznaną cukrzycę. Kilka dni później Prokuratura Okręgowa w Warszawie wszczęła śledztwo w sprawie wyjaśnienia śmierci dziennikarza. 8 kwietnia przeprowadzono sekcję zwłok Leszczyńskiego, której wstępne wyniki jako przyczynę zgonu wskazały niewydolność wielonarządową. 7 września 2015 ujawniono ostateczne wyniki sekcji zwłok wskazujące na zaburzenia metaboliczne w przebiegu cukrzycy. Sekcja nie wykazała w jego ciele obecności alkoholu etylowego ani śladów jakichkolwiek narkotyków. Najprawdopodobniej Leszczyński nie wiedział, że jest chory na cukrzycę i nigdy jej nie leczył (nie przyjmował insuliny). 
10 kwietnia został pochowany na Wojskowych Powązkach w Warszawie (kwatera HII-9-18).

## Życie prywatne
Ze związku z aktorką i piosenkarką Alicją Borkowską miał córkę Vesnę (ur. 2003). Ze związku z Mają Korpałą, primo voto Kotarska, uczestniczką czwartej edycji reality-show Bar, miał córkę Keirę (ur. 2006). Miał także trzecią córkę – Paulinę.
Deklarował się jako ateista.

## Wybrana filmografia
| Rok  | Tytuł                                                     | Rola                 | Reżyser                |
| ---- | --------------------------------------------------------- | -------------------- | ---------------------- |
| 2001 | Blokersi                                                  | w roli samego siebie | Sylwester Latkowski    |
| 2003 | Nakręceni, czyli szołbiznes po polsku                     | w roli samego siebie | Sylwester Latkowski    |
| 2010 | Jarocin – Historia rockiem pisana, czyli 30 lat Festiwalu | w roli samego siebie | Dorota Tuńska          |
| 2012 | Drogi                                                     | w roli samego siebie | Małgorzata Ruszkiewicz |
| 2013 | Wybraniec                                                 | psychiatra           | Michał Węgrzyn         |